# Junta Provisional Gubernativa
La Junta Provisional Gubernativa fue la primera entidad gobernativa de la nación mexicana que rigió al país desde el 28 de septiembre de 1821 hasta el 24 de febrero de 1822, cuando se instala el Primer Congreso Mexicano, que posteriormente sería disuelto el 31 de octubre de 1822 por una Junta Nacional Instituyente. 
De acuerdo al Plan de Iguala que estipulaba en su artículo 5° la formación de una Junta 
Provisional Gubernativa que debía ejercer el «Poder Legislativo» hasta la convocatoria electoral para la formación de un Congreso mexicano. La creación de la Junta Provisional Gubernativa del Imperio Mexicano se verificó el 28 de septiembre de 1821, un día después de la entrada triunfal de Iturbide en la capital. La jura del Acta de Independencia fue ratificada por el último jefe político de la Nueva España, Juan O'Donojú, que tras la firma de los Tratados de Córdoba con Agustín de Iturbide había permanecido en la capital para ayudar a la transición política hacia el imperio constitucional.
La primera sesión preparatoria para instalar la Junta Provisional Gubernativa tuvo lugar en la villa de Tacubaya el 22 de septiembre de 1821. En ella misma se le explicará, previamente, las comisiones que debían conformarla. José Miguel Guridi y Alcocer fue designado para las comisiones de Formación de los Reglamentos de la Junta y la Manifiesto de la Junta. El poder legislativo por parte de la Junta y, además, se intitulaba soberana.

- Artículo VI. Se nombrará inmediatamente, conforme al espíritu del Plan de Iguala, una junta compuesta de los primeros hombres del Imperio por sus virtudes, por sus destinos, por sus fortunas, representación y concepto, de aquellos que están designados por la opinión general, cuyo número sea bastante considerable para que la reunión de luces asegure el acierto en sus determinaciones, que serán emanaciones de la autoridad y facultades que les concedan los artículos siguientes.
- Artículo VII. La junta de que trata el artículo anterior, se llamará Junta provisional gubernativa

Inicialmente, la Junta se refiere a los pasos de las Cortes. De este modo, se ha autoconsiderado el depósito de la soberanía nacional, pero también se ha concedido el título de protocolario de Majestad, exclusivo del monarca. Los paralelismos con Cádiz son claros, también el deseo de legitimidad que la Junta manifiesta a asumir el tratamiento real en las áreas de mayor fuente de poder posible. Lo mismo había hecho las Cortes de Cádiz en 1810, y antes la Suprema Junta Central de España en 1808. La necesidad de la monarquía como fuente legitimadora del poder era insistentemente evidente. Lo que había sido en Cádiz y lo que sería también en México. Por lo tanto, ante la ausencia de la monarquía: la réplica que por los Tratados de Córdoba era Fernando VII, quien tenía que ocupar el trono del imperio, la tarea de nombrar una organización que ejerciera el «Poder Ejecutivo». Así las cosas, la Regencia del Imperio Mexicano nació con las mismas facultades que habían poseído la lengua española, con un total de cinco miembros y la cabeza de la cual se colocó un Agustín de Iturbide. Todo los miembros de la Regencia fueron nombrados en la sesión nocturna del 28 de septiembre de 1821. 
Tras la instalación de la Junta pasaron los vocales a la catedral para otorgar el juramento poniendo las manos sobre los Evangelios. A 
continuación, la Junta se dirigió al Palacio Imperial, se disolvió y a las siete de la tarde fue convocada de nuevo. En esta sesión nocturna se proclamó el Acta de Independencia del Imperio Mexicano firmada por todos los vocales, y se eligió al resto de miembros de la Regencia. Aunque los Tratados de Córdoba estipulaban una Regencia de tres miembros, pero que tras una breve discusión se decidió ampliarla a cinco. 
La Junta organizó una comisión sobre "Escudo de Armas, Sello, Pabellón y Moneda del Imperio" que presentó el primero de sus dictámenes el 19 de octubre de 1821. Respecto al pabellón nacional, de momento, la bandera que se conservaba era la que se creó con la formación del Ejército Trigarante de Iturbide. Esta respondía a las tres garantías establecidas en el Plan de Iguala: Independencia, Religión y Unión, a las cuales correspondían tres colores: verde, blanco y rojo que se situaban en tres franjas diagonales. En el centro aparecía una corona rodeada de la leyenda: "Religión, Independencia y Unión" y en cada una de las franjas una estrella.

## Presidentes de la Junta
- Agustín de Iturbide (28 de septiembre de 1821 - 4 de octubre de 1821)
- Antonio Joaquín Pérez Martínez (5 de octubre de 1821 - 12 de octubre de 1821)
- José Miguel Guridi y Alcocer (13 de octubre de 1821 - 24 de febrero de 1822).

## Miembros
1. Don Antonio Joaquín Pérez Martínez, obispo de la Puebla de los Ángeles.
2. Don Juan O'Donojú, teniente general de los ejércitos españoles.
3. Don José Mariano de Almanza, consejero de Estado.
4. Don Manuel de la Bárcena, arcediano de la Santa Iglesia Catedral de Valladolid y gobernador de aquel obispado.
5. Don Matías Monteagudo, rector de la Universidad Nacional, canónigo de la Santa Iglesia Metropolitana de México y prepósito del Oratorio de San Felipe Neri.
6. Don José Isidro Yáñez, oidor de la Audiencia de México.
7. Don Juan Francisco Azcárate y Lezama, abogado de la Audiencia de México y Síndico segundo del Ayuntamiento Constitucional.
8. Don Juan José Espinosa de los Monteros, abogado de la Audiencia de México y agente fiscal de lo civil.
9. José María Fagoaga, oidor honorario de la Audiencia de México.
10. Miguel Guridi y Alcocer, cura de la Santa Iglesia del Sagrario de México.
11. Francisco Severo Maldonado, cura de Mascota, en el Obispado de Guadalajara.
12. Miguel Jerónimo de Cervantes y Velasco, El Marqués de Salvatierra y Caballero Maestrante de Ronda.
13. Manuel de Heras Soto, Conde de Casa de Heras, teniente coronel retirado.
14. Juan Lobo, comerciante, regidor antiguo de la ciudad de Veracruz.
15. Francisco Manuel Sánchez de Tagle, regidor del ayuntamiento y secretario de la Academia de San Carlos.
16. Antonio Gama, abogado de la Audiencia y colegial mayor de Santa María de todos los Santos de México.
17. José Manuel Sartorio, bachiller clérigo presbítero del Arzobispado.
18. Manuel Velázquez de León, secretario que había sido del virreinato, intendente honorario de provincia, tesorero de bulas, nombrado en España director de Hacienda pública en México y consejero de Estado.
19. Manuel Montes Argüelles, hacendado de Orizaba.
20. Manuel de la Sota Riva, brigadier de los ejércitos nacionales, coronel del regimiento de infantería de la Corona y caballero de la Orden de San Hermenegildo.
21. José Mariano Sandaneta, Marqués de San Juan de Rayas, Caballero de la Orden Nacional de Carlos III y vocal de la Junta de censura de libertad de imprenta.
22. Ignacio García Illueca, abogado de la Audiencia de México, sargento mayor retirado y suplente de la diputación provincial.
23. José Domingo Rus y Ortega de Azarraullía, oidor de la Audiencia de Guadalajara, y ministro de la Suprema Corte de Justicia de la Nación (México); natural de Maracaibo, Venezuela.
24. José María Bustamante, teniente coronel retirado.
25. José María Cervantes y Velasco, coronel retirado. Fue Conde de Santiago Calimaya, cuyo título cedió a su hijo don José Juan Cervantes, por ser incompatible con otros mayorazgos.
26. Juan María Cervantes y Padilla, coronel retirado, tío del anterior.
27. José Manuel Velázquez de la Cadena, capitán retirado, señor de Villa de Yecla (España) y regidor del Ayuntamiento de México.
28. Juan Orbegozo, coronel de los ejércitos nacionales.
29. Nicolás Campero, teniente coronel retirado.
30. Pedro José Romero de Terreros, Conde de Jala y Regla, Marqués de San Cristóbal y de Villa Hermosa de Alfaro, gentil hombre de cámara con entrada y capitán de albarderos de la guardia del Virrey.
31. José María Echevers Valdivieso Vidal de Lorca, Marqués de San Miguel de Aguayo y Santa Olaya.
32. Manuel Martínez Mancilla, oidor de la Audiencia de México.
33. Juan B. Raz y Guzmán, abogado y agente fiscal de la Audiencia de México.
34. José María Jáuregui, abogado de la Audiencia de México.
35. Rafael Suárez Pereda, abogado de la Audiencia de México y juez de letras.
36. Anastasio Bustamante, coronel del Ejército de Dragones de San Luis.
37. Ignacio Icaza, que había sido jesuita.
38. Manuel Sánchez Enciso.

## Discurso al instalarse la Junta Gubernativa
Amaneció por fin el día de nuestra libertad y de nuestra gloria: fijóse la época de nuestra feliz regeneración; y en este momento venturoso hemos comenzado á recoger el fruto de nuestros sacrificios. El pueblo americano reintegrado, á merced de sus heroicos esfuerzos, en la plenitud de sus derechos naturales, sacude hoy el polvo de su abatimiento, ocupa el sublime rango de las naciones independientes, y se prepara á establecer las bases primordiales sobre que ha de levantarse el imperio más grande y respetable.

Dignos representantes de este pueblo: á vosotros se confía tamaña empresa; vuestro patriotismo, vuestras virtudes y vuestra ilustración os han llamado á los puestos en que acabáis de colocaros: la opinión pública os señaló con el dedo para depositar en vuestras manos la suerte de vuestros compatriotas: yo no he hecho más que seguirla.
Nombrar una Regencia que se encargue del Poder Ejecutivo; acordar el modo con que ha de convocarse el cuerpo de diputados que dicten las leyes constitutivas del Imperio y ejercer la potestad legislativa mientras se instala el Congreso nacional: he aquí las delicadas funciones en cuyo laborioso y acertado desempeño se vincularán sin duda la celebridad de vuestro nombre y la eterna gratitud de nuestros conciudadanos.
Una vez derrocado el trono de la tiranía, á vosotros toca sustituir el de la razón y humanidad. Sí, vosotros le sustituiréis, porque la sabiduría dirigirá siempre vuestros pasos, y la justicia presidirá en todas vuestras deliberaciones. La ley recobrará su eficacia, y en vano se esforzarán la intriga y el valimiento: los empleos y los honores formarán la divisa de la virtud, del amor de la patria, de los talentos y de los servicios acreditados. En suma, una administración suave, benéfica é imparcial hará la felicidad y engrandecimiento de la Nación, y dulce la memoria de sus funcionarios.
Acaso el tiempo que permanezcáis al frente de los negocios no os permitirá mover todos los resortes de la prosperidad del Estado; pero nada omitiréis para conservar el orden, fomentar el espíritu público, extinguir los abusos de la arbitrariedad, borrar las rutinas tortuosas del despotismo, y demostrar prácticamente las indecibles ventajas de un gobierno que se circunscribe en la actividad á la esfera de lo justo.
Estos van á ser los primeros ensayos de una nación que sale de la tutela en que se ha mantenido por tres siglos; y no obstante, los pueblos cultos, los pueblos consumados en el arte de gobernar, admirarán la maestría con que se lleva á su último término el grandioso proyecto de nuestra deseada emancipación. Verán conciliados los intereses al parecer más opuestos, vencidas las dificultades más exageradas y afianzada la paz y la unión con los bienes todos de la sociedad.
Permitidme, pues, que en las tiernas efusiones de mi corazón sensible os felicite una y mil veces ofreciendo el tributo de mi obediencia á una corporación que reconozco cual suprema autoridad, establecida para regir provisionalmente nuestra América, y consolidar la posesión de sus más preciosos derechos.
Unidos mis sentimientos con los del Ejército Imperial, os ofrezco también su más exacta sumisión. Él es un robusto apoyo, y declarado por tan santa causa, no dejará las armas hasta no ver perfeccionada la obra de nuestra restauración.

Caminad, pues, ¡oh padres de la patria! Caminad á paso firme y con ánimo tranquilo; desplegad toda la energía de vuestro ilustrado celo; conducid al pueblo mexicano al encumbrado solio á donde lo llama su destino, y disponeos á recibir los laureles de la inmortalidad.
Agustín de Iturbide